# Náběžná hrana

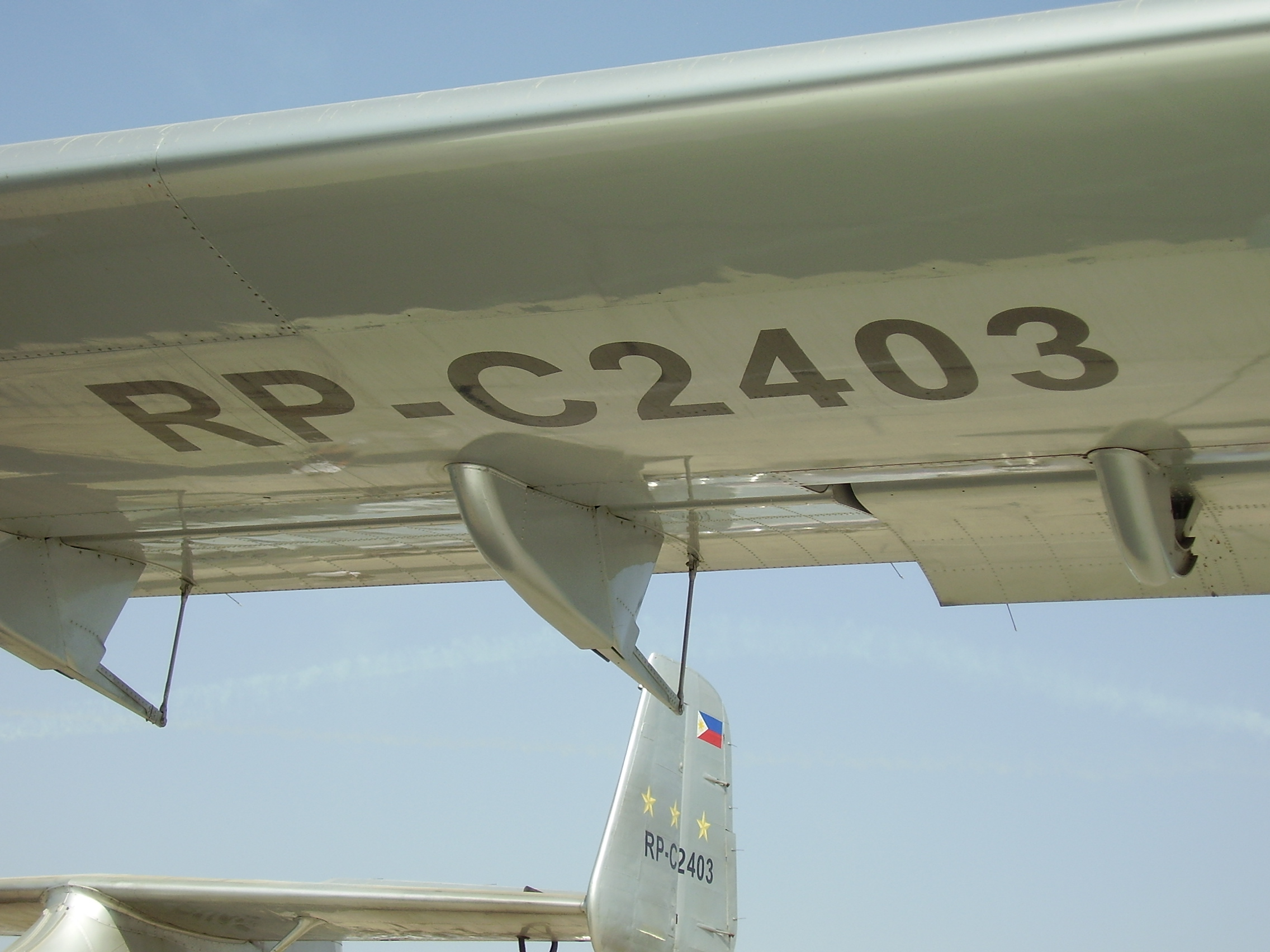
Část náběžné hrany

Náběžná hrana je okraj křídla letadla směřující ve směru letu.
Vzhledem k faktu, že zde proudící vzduch zrychluje svůj pohyb, tak dochází k jeho expanzi a ochlazení. Důsledkem je časté namrzání ledu na náběžné hraně. Tento problém řeší systémy odledování (vyhřívání, změnou tvaru pomocí nafouknuté hadice a pod.)